# Un mal viaje
Un mal viaje es un cortometraje español de 2002, dirigido por Freddie Cheronne y protagonizado por Álex Angulo, Natalia Pallas, José Pozo, Chano Rodríguez.

## Sinopsis
Benito es un hombre que ya ha alcanzado la edad de 40 años. Durante mucho tiempo su jefe le ha humillado en el trabajo hasta que este se harta y decide atracar un bar de carretera, en el cual le han informado de que hay mucho dinero.
Sueña con que, después del atraco y con el dinero en su poder, pueda viajar al Caribe y cambiar por completo su humillante vida. Diseña un plan "perfecto" para lograr su misión en el bar y tiene todas las intenciones de cumplirlo sin que nadie se lo impida.

## Reparto
- Álex Angulo
- Natalia Pallas
- José Pozo
- Chayane

## Premios
- XI Festival de Cortometrajes de la Plataforma de Nuevos Realizadores - Mejor sonido[2]
- Proyecto Corto Canal+
- Almería en corto. - Mejor corto y Mejor sonido
- P.N.R. - Mejor montaje[3]
- Festival de Cortometrajes de Almería - Mejor guion[4]